# 2013년 북인도양 사이클론
2013년 북인도양 사이클론은 2013년 벵골만에서 활동 중이거나 활동한 사이클론들을 기록한 문서이다. 5월 10일 벵골만 사이클론 비야루의 발생을 시작으로 한 해 동안 10개의 저기압과 5개의 사이클론, 3개의 매우 강한 사이클론이 발생하였다.

## 활동한 사이클론

### 벵골 만 (BOB)

#### 제1호 사이클론 비야루 (마하센)
5월 초 벵골 만 남부에 위치한 저기압은, 5월 10일 열대 저기압으로 발달하였다. 이 저기압의 운동량이 증가하고 폭풍 수준의 바람을 동반하게 되어 첫 번째 사이클론, 비야루(Viyaru)가 발생하였다. 그러나 불리한 대기 조건으로 마하센은 발달된 대류를 유지하는 데에 어려움을 겪었다. 5월 14일, 순환 중심이 드러난 비야루는 북동진하기 시작했다. 다음 날, 조건은 다시 발달하기에 유리해져 5월 16일 3분 최대풍속 45 kt, 최저 기압 990 hPa의 세기로 최성기를 맞이하였다. 잠시 후 비야루는 방글라데시 치타공에 상륙하였고, 5월 17일 나갈랜드 주로 이동하며 소멸하였다.
활동 당시에는 '마하센' (Mahasen)으로 불렸으나, 이 이름을 제출한 국가인 스리랑카에서 논란이 일자 인도 기상청에서 사이클론 마하센을 '비야루'로 재명명하였다.

#### 제2호 저기압
5월 27일, 벵골 만 중앙에서 저기압성 순환이 관측되었는데, 이 순환은 다음 날 저기압으로 발달하였다. 약 30도의 매우 높은 표층 수온과 하층 수렴, 그리고 상대 소용돌이도 등의 요인으로 저기압은 5월 29일 오전 3시 콜카타 남동쪽 약 200 km 부근 해상에서 벵골 만 제2호 저기압으로 지정되었다. 그러나, 연직 시어가 비교적 높았고, 육지와 가까이 있었으며, 건조한 공기도 유입되기 시작하여 더 이상 발달하지 못하고 29일 오후 1시 30분과 2시 30분 사이에 서벵골 주 캔닝(Canning) 남쪽 30 km 부근(21.8N 88.7E)에 상륙하였다. 상륙 후 제2호 저기압은 기압마루의 남쪽에 위치해 있었는데, 이 기압마루가 발달하여 저기압은 서진하게 되었다. 그러나 5월 31일 상층 기압골과 그 서쪽의 고기압성 순환의 복합적인 영향으로 북진하기 시작했다. 이로써 수증기 공급이 차단되고 윈드 시어도 증가하게 되면서 낮 12시 일반 저기압으로 약화되었다. 이 저기압은 6월 1일 낮 12시 이후 약화되어 소멸하였다.

#### 제3호 저기압
7월 셋째 주와 넷째 주에 몬순 기압골이 매우 활발하여 연속해서 저기압이 발생하였다. 이 중 여덟번째 저기압은 오디샤 주와 서벵골 주 해안에서 7월 29일 발생하였다. 당시 기압 경도가 매우 높아 29일에서 30일 사이에 하층 수렴과 상대 소용돌이도가 증가하였다. 또한 표층 수온이 30도에 육박하기도 했다.  이러한 조건 속에서 이 저기압은 30일 오전 3시에 제3호 저기압으로 지정되었다. 제3호 저기압은 발생 당시 해안과 가까이 위치해 있었기 때문에 육지와의 마찰이 있었다. 게다가 저기압이 육지를 향해 빠르게 접근하면서 4시간 이내에 상륙하였다. 그리하여 제3호 저기압은 더 이상 발달하지 못했고, 오디샤 주, 서벵골 주를 통과한 후, 8월 1일 오전 3시 마디아프라데시 주 남동부에서 소멸하였다.

#### 제4호 슈퍼 사이클론 파일린
매우 강한 사이클론 파일린은 남중국해에서 발생한 저기압으로부터 발생하였다. 10월 7일 이 저기압이 발달하였고, 다음 날인 10월 8일 북위 12도 동경 96도 부근에서 제4호 저기압으로 지정되었다. 서북서진하면서, 제4호 저기압은 10월 9일 오전에 발달한 저기압으로 지정되었고, 이어서 저녁에 사이클론 파일린(Phailin)으로 발달하였다. 이후 북서진하면서 급격한 발달이 시작되었다. 10월 10일 오전에 강한 사이클론으로, 낮에는 매우 강한 사이클론으로 발달하였다. 그리고 10월 11일 오전에는 풍속이 115노트에 이르러 최성기를 맞이하였다. 매우 강한 사이클론 파일린은 10월 12일 오후 10시 30분 (인도 표준시 기준) 세력을 유지한 채 오디샤 주 고팔푸르(Gopalpur) 지역에 상륙하여 오디샤 주와 안드라프라데시 주에 피해를 입혔다. 이후 급격히 약화되어 10월 14일 일반 저기압으로 약화되었다.
사이클론 파일린은 1999년 오리사 사이클론 이후 인도 해안에 상륙한 가장 강한 사이클론이었으며, 오디샤 주에 심각한 홍수를 일으켰다. 사이클론 파일린에 의해 오디샤 주에서 21명 (홍수로 인한 사망 17명), 안드라프라데시 주에서 1명이 사망하였다.

#### 제5호 저기압
북서태평양 상의 열대저압부가 약화된 저기압이 11월 9일 중상층 저기압성 순환을 동반한 채 벵골 만 남동부에 진입하였다. 이 주변에 정체하면서 11월 11일 발달된 일반 저기압으로 상향 조정되었고, 11월 13일 자정 체나이 동남동쪽 약 650 km 부근 해상에서 제5호 저기압으로 지정되었다. 벵골 만 남부에는 제5호 저기압으로 인해 하층 수렴과 상대 소용돌이도가 증가하였다. 또한 표층 수온도 높았고, 해양 열용량도 80~100 kJ/cm²로 높은 편이었다. 그러나 높은 윈드 시어 (20~30 노트) 때문에 크게 발달하지 못했다. 11월 14일 오전 6시까지는 제5호 저기압이 서진하였으나, 중층 기압마루의 영향을 받아 방향을 틀어 11월 15일 낮 12시까지 남서진하였다. 그 이후에는 저기압 중심의 북동쪽에 위치한 고기압성 순환의 영향으로 서북서진하였는데, 이 때 다소 윈드 시어가 약화되어 제5호 저기압은 세력을 유지한 채 11월 16일 오전 7시 30분 타밀나두 주 나가파티남(Nagapattinam)에 상륙하여 11월 17일 자정 타밀나두 주 북부에서 일반 저기압으로 약화되었다.
제5호 저기압이 상륙하면서 13명의 사망자가 속출하였다.

### 아라비아 해 (ARB)

#### 제1호 발달한 저기압
열대 수렴대가 활발하던 가운데 11월 6일 아라비아 해 남동부에서 저기압이 발생하였다. 이 저기압은 서진하며 점차 발달하였고, 결국 11월 8일 오전 6시 소말리아 바리 주 라스비나(Ras Binnah) 동남동쪽 약 680 km 부근 해상에서 아라비아 해 제1호 저기압으로 지정되었다. 발생 이후의 표층 수온은 매우 높았고, 해양 열용량도 높아 발달에 유리하였으며, 하층 수렴과 상대 소용돌이도, 그와 더불어 상층 발산이 증가하였다. 또한 연직 시어가 5~15 노트로 낮은 편이어서 제1호 저기압이 쉽게 발달할 수 있었다. 한편 제1호 저기압이 상층 기압마루의 남쪽에 위치해 있었고, 중상층에는 동풍의 지향류가 흐르고 있었기 때문에 저기압은 상륙 직전까지 서진하였다. 이 중간에 11월 9일 자정 라스비나 남남동쪽 약 400 km 부근 해상에서 발달한 저기압(Deep Depression)으로 발달하였다. 이 날에도 위와 같은 조건이 유지되어 원래는 사이클론으로 발달할 것으로 예상되었다. 그러나 제1호 발달된 저기압은 그 세력을 유지하면서 11월 10일 오후 11시와 11월 11일 자정 사이에 북위 8.2도, 동경 50.1도 지점에 상륙하였다. 상륙 후 제1호 발달한 저기압은 서북서진, 그리고 나서 북서진하여 6시간 후 저기압으로 약화되었고, 그로부터 6시간 후 일반 저기압으로 약화되었다.

### 육상 저기압 (LAND)

#### 제1호 저기압
8월 둘째 주, 몬순 기압골의 동쪽 부분이 원래 위치에서 남쪽으로 많이 떨어져 있어 차티스가르 주 남부와 오디샤 주 남부, 그리고 벵골 만에 걸쳐 위치하고 있었다. 8월 11일, 한 상층 저기압성 순환이 안드라프라데시 주 해안에 위치해 있었다. 며칠 동안 그 지역에서 순환이 지속되었고, 8월 13일이 되자 이 순환이 중층까지 확장되었다. 이 순환은 북진하여 안드라프라데시 주 북부와 오디샤 주 남부 해안에 위치하게 되었는데, 이 위치에서 8월 16일 저기압이 발생하였다. 이렇게 북진하면서 상륙한 이후인 8월 20일 자정 북위 22.0도 동경 87.5도 부근에서 제1호 육상 저기압으로 지정되었다. 8월 21일 자정까지는 서벵골 주를 통과하며 북북서진하였다. 그러나 그 이후 서진하기 시작했고, 8월 22일 오전에는 서남서진하게 되었다. 8월 23일 오전 3시 이 육상 저기압은 일반 저기압으로 약화되었고, 24일 더 약화되어 그 이후 소멸하였다.

## 같이 보기
- 2013년 태풍
- 2013년 동태평양 허리케인
- 2013년 북대서양 허리케인
- 2013~2014년 남서인도양 사이클론
- 2013~2014년 오스트레일리아 근해 사이클론